# Polymyces montereyensis
Polymyces montereyensis är en korallart som först beskrevs av John Wyatt Durham 1947.  Polymyces montereyensis ingår i släktet Polymyces och familjen Flabellidae. Inga underarter finns listade i Catalogue of Life.